# В засада
„В засада“ (на английски: Stakeout) е американска екшън комедия от 1987 г. на режисьора Джон Бадам, по сценарий на Джим Куф, и участват Ричард Драйфус, Емилио Естевес, Маделин Стоу и Ейдън Куин.